# Chermen Gigolayev
Chermen Germanovich Gigolayev (tiếng Nga: Чермен Германович Гиголаев; sinh ngày 3 tháng 8 năm 1993) là một cầu thủ bóng đá người Nga thi đấu cho FC Kolomna.

## Sự nghiệp câu lạc bộ
Anh có màn ra mắt tại Giải bóng đá chuyên nghiệp quốc gia Nga cho FC Kolomna vào ngày 19 tháng 7 năm 2017 trong trận đấu với SFC CRFSO Smolensk.